# José Antonio Marco
José Antonio Marco Gaona (Abanilla, Murcia, 24 de marzo de 1989) es un jugador de baloncesto español que actualmente milita en el UCAM Murcia CB "B" de la Liga EBA. Con 1,78 metros de altura, juega en la posición de base.

## Trayectoria
Marco se formó en la cantera del San Jose de la Vega y del Caja San Fernando de Sevilla. La temporada 2006-2007 jugó en el equipo de la Liga EBA del Caja San Fernando, el Écija Caja San Fernando, y en el equipo de la LEB-2. En 2007 fue fichado por el Polaris World Murcia.
Después de contar muy poco para su técnico Manolo Hussein durante la temporada 2008/2009, su momento llegó en el último partido de la temporada frente al Basket Zaragoza 2002 en el que su equipo se jugaba el descenso con el propio Basket Zaragoza 2002. El base titular del equipo, Chris Thomas, se negó a jugar dicho partido y el joven base tomó las riendas del equipo con un resultado notable. Controló el ritmo del juego durante todo el partido para acabar con 11 puntos, 4 rebotes, 3 asistencias y 13 de valoración (con topes de carrera en puntos, rebotes y valoración) para liderar la victoria y la permanencia de su equipo. Tras finalizar su contrato se desvincula del CB Murcia.
Tras jugar en ADT Tarragona en 2010-11 y Club Melilla Baloncesto en 2011-12 y 2012-13, fichó en la temporada 2013-14 por el Cáceres Patrimonio de la Humanidad, club con el que logró el ascenso a LEB Oro en 2014-15. Es el jugador que mayor número de asistencias (542) ha repartido en la historia de dicho club, en el que fue galardonado con el Trofeo de la afición del Cáceres al mejor jugador de la temporada 2013-14.
En la temporada 2017-18 ficha por el Aceitunas Fragata Morón, de LEB Plata. En las filas del conjunto andaluz jugaría durante tres temporadas y media.
El 29 de diciembre de 2020, firma por el FC Cartagena Club Baloncesto de Liga EBA.
El 7 de febrero de 2022, se incorpora al UCAM Murcia CB "B" de la Liga EBA.

## Selección nacional
Ha sido internacional con la selección de baloncesto de España en categorías inferiores. En categoría Sub-16 ganó la medalla de bronce en el Campeonato Europeo de Baloncesto de la categoría de 2005 disputado en León (España); en categoría Sub-20 ganó otro bronce en 2008 en Riga (Letonia). En 2005 también ganó el oro en las Olimpiadas de la Juventud Europea, disputadas en Lignano (Italia). 